# The Night Begins to Shine
The Night Begins to Shine (em português: A noite começa a brilhar) é uma canção da banda B.E.R. que foi popularizada pela série de televisão Teen Titans Go!. A canção foi originalmente co-escrita e produzida em 2005 como uma  "canção ao estilo dos anos 80" para uma biblioteca de música, e apareceu pela primeira vez no episódio Slumber Party como uma brincadeira descartável. Mais tarde, tornou-se popular entre os fãs da série, tendo destaque sobretudo em dois especiais; o especial de 2017 The Day the Night Stopped Beginning to Shine and Became Dark Even Though It Was the Day, e uma sequência lançada em 2020, intitulada The Night Begins To Shine 2.

## História

### A banda
B.E.R. é uma banda fictícia formada por Carl Burnett, Frank Enea e Billy J. Reagan. Seu nome vem das iniciais dos sobrenomes de seus membros, Burnett, Enea e Reagan respectivamente.
Todos os singles que eles fizeram são: The Night Begins To Shine (2005), Forever Mine (2017), Chimerical (2018), You're The One (2020) e Rise Up (2020).

### A canção
Em 2005, Carl e Frank se uniram para co-produzir um loop para a biblioteca de música de Carl e para a produtora Telepictures. Posteriormente, Billy foi contatado para contribuir com a letra e os vocais para a canção, que acabou sendo intitulada "The Night Begins to Shine".
Peter Michail, diretor e produtor de Teen Titans Go!, estava dirigindo um episódio chamado "Slumber Party" (em português: festa do pijama) quando faltavam somente 10 segundos para terminar o capítulo, então ele teve que recorrer ao preenchimento com música em algum intervalo. Já que Teen Titans Go! não tem compositores musicais próprios e não há ninguém na Warner Brothers dirigindo uma orquestra junto com a produção, os diretores, na maioria dos casos, têm que compor suas próprias canções ou usar o que podem encontrar em sua biblioteca interna de música.
Todo o episódio estava sendo criado com repetidas referências aos anos 80, então, segundo o próprio Michail, ele pesquisou na biblioteca de música tudo relacionado ao rock dos anos 80 e vasculhando esses álbuns encontrou The Night Begins to Shine. Seu gosto pela canção foi imediato e é por isso que Cyborg, um dos Teen Titans, aparece cantando junto com B.E.R. no início do episódio. Ele canta alguns versos e depois apaga as luzes e vai dormir.
Os produtores admitem que foi uma brincadeira descartável para preencher o tempo. Mas os fãs de Teen Titans Go! ouviram de forma diferente, e a canção se tornou um sucesso repentino.
Em uma entrevista com Michael Jelenic (o produtor executivo do programa) conduzida por NPR, afirmou:
"A partir daquele episódio, as pessoas começaram a dizer: Que canção é esta? É uma  canção que já ouvi antes?".
Dado o seu sucesso com os fãs, os produtores decidiram que esta seria a canção favorita de Cyborg para a temporada seguinte. A canção posteriormente apareceu no episódio 40%, 40%, 20%, e foi apresentada em dois especiais; o especial de quatro partes de 2017 The Day the Night Stopped Beginning to Shine and Became Dark Even Though It Was the Day e uma sequência de cinco partes lançada em 2020, The Night Begins To Shine 2. O especial também contou com duas outras canções de B.E.R., Forever Mine e Rise Up. Ademais, o especial apresenta três versões de The Night Begins to Shine interpretadas por Fall Out Boy, CeeLo Green e Puffy AmiYumi.
Em 2021, o Cartoon Network anunciou uma série de spin-off de Teen Titans Go! que fará com que os personagens do programa "viagem de volta ao mundo de The Night Begins to Shine ... para proteger a única chave para a salvação do mundo, uma mixtape mágica".

## Posições nas listas
Após sua aparição em Teen Titans Go!, The Night Begins To Shine alcançou a posição #23 na Billboard Hot Rock Songs chart e a #7 na Billboard Rock Digital Songs chart A canção também alcançou o número 66 nas listas de música de iTunes e o número 1 nas listas de música rock de iTunes.